# Conrad Celtis

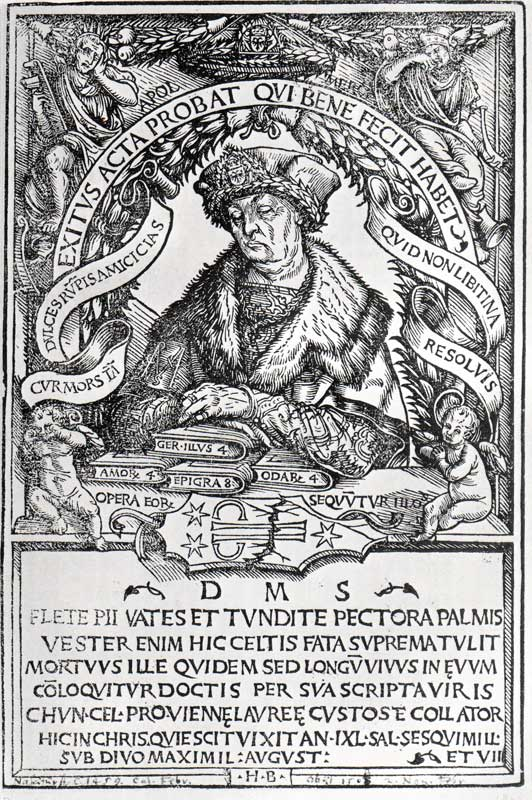
Epitaffio di Conrad Celtis. 1507.

Conrad Celtis, o Konrad Celtes, pseudonimi di Conrad Pickel (Wipfeld, 1º febbraio 1459 – Vienna, 4 febbraio 1508), è stato un poeta, editore e umanista tedesco.

## Biografia
Nacque a Wipfeld sul Meno, vicino a Schweinfurt in bassa Franconia, in una famiglia di contadini.
La sua formazione culturale si basò su studi primari effettuati a Colonia e su corsi universitari svolti a Heidelberg, dove ricevette insegnamenti dai docenti Johann von Dalberg e Rodolfus Agricola. Proprio in questa fase, latinizzò il suo cognome in Celtis.
Nell'anno 1486 pubblicò il suo primo lavoro, una poetica intitolata Ars versificandi et carminum ("L'arte di scrivere versi e poemi").
L'anno successivo ricevette riconoscimenti da parte dell'imperatore Federico III di Sassonia, che a Norimberga lo nominò poeta ufficiale di corte e lo ribattezzò poeta laureatus.

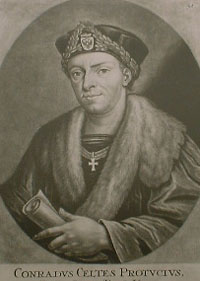
Conrad Celtis

Dopo un viaggio a Cracovia svolto nel 1488, che gli consentì di approfondire le sue conoscenze nel campo matematico e astronomico, soggiornò in Italia, a Roma, a Firenze, a Bologna e a Venezia e al suo rientro in Germania s'impegnò a fondare accademie umanistiche simili a quelle presenti nella penisola.
Riuscì nel suo intento nell'anno 1496, realizzando dapprima a Heidelberg la Sodalitas Litterarum Vistulana e poi successivamente in Ungheria, la Sodalitas Litterarum Hungaria.
Nello stesso periodo assunse l'incarico di docente di poetica, di retorica e di filosofia presso l'Università di Ingolstadt e nelle sue lezioni insistette sul ruolo guida che avrebbe dovuto assumere la Germania, necessario sia per tenere viva la tradizione di Roma sia per portarla avanti. Negli anni successivi si trasferì a Vienna, chiamato dall'imperatore Massimiliano I, dove restò fino alla morte, esercitando sempre la professione di insegnante e mettendosi in risalto anche per l'istituzione del Collegium Poetarum (1502).

## Opere
Tra le opere più significative, tutte scritte in latino, si annoverarono una Urbs Norimberga e una Germania generalis a tematica storico-geografica, che avrebbero dovuto preparare il terreno a un'opera ancora più mastodontica, intitolata Germania Illustrata, rimasta però solo in fase embrionale. Fu invece completata la mappa delle strade militari dell'Impero romano, intitolata Tabula Peutingeriana.
Di carattere spirituale oltreché umanistico risultò, invece, la Quatuor libri amorum secondum quator latera Germaniae, un genere di romanzi d'amore legati allo spirito germanico. Dello stesso genere risultarono anche i Libri odarum quator ispirati a un modello oraziano.
Nel 1493 scoprì gli scritti di Roswitha di Gandersheim nell'abbazia di Sant'Emmerano. Quindi rubò i manoscritti e li fece stampare in massa in tutto l'Impero nel 1501. Sempre nel 1501, ricevette il privilegio dal Consiglio Imperiale Aulico per la stampa della sua edizione dei suoi drammi. Questo fu uno dei primi privilegi registrati riguardanti i diritti d'autore concessi dal governo imperiale. Celtis inoltre scoprì anche una mappa che mostrava le strade dell'Impero Romano, la Tabula Peutingeriana o Tavola Peutingeriana. Celtis raccolse numerosi manoscritti greci e latini nella sua funzione di bibliotecario della biblioteca imperiale fondata da Massimiliano I, e affermò di aver scoperto i libri mancanti dei Fasti di Ovidio in una lettera all'editore veneziano Aldo Manuzio nel 1504. I presunti nuovi versi erano stati in realtà composti da un monaco dell'XI secolo ed erano noti all'Impero di Nicea secondo Guglielmo di Rubruck, ma anche così, molti studiosi contemporanei credettero a Celtis e continuarono a scrivere sull'esistenza dei libri mancanti fino alla scoperta della loro falsità nel XVII secolo. I suoi epigrammi, curati da Kark Hartfelder, furono pubblicati a Berlino nel 1881.
Conrad Celtis era più un umanista dal libero pensiero e attribuiva un valore più alto all'antico pagano, piuttosto che all'ideale cristiano. Il suo amico Willibald Pirckheimer ha avuto con lui discussioni schiette su questo argomento. Già nell'Ode ad Apollinem (1486) cominciò a definirsi un sacerdote di Apollo. Il Febo terreno più importante per lui fu Massimiliano, il cui rapporto simbiotico con lo studioso (e quindi la loro doppia gloria) si rifletteva spesso nelle opere letterarie di Celtis.
Il Celtis-Gymnasium di Schweinfurt prende il nome da Conrad Celtis.